# Olympische Jugend-Winterspiele 2012/Teilnehmer (Argentinien)
| Gelbes Symbol für Goldmedaillen mit stilisierten Olympischen Ringen | Graues Symbol für Silbermedaillen mit stilisierten Olympischen Ringen | Braundes Symbol für Bronzemedaillen mit stilisierten Olympischen Ringen |
| ------------------------------------------------------------------- | --------------------------------------------------------------------- | ----------------------------------------------------------------------- |
| —                                                                   | —                                                                     | —                                                                       |

Argentinien nahm an den Olympischen Jugend-Winterspielen 2012 in Innsbruck mit fünf Athleten in drei Sportarten teil.

## Sportarten

### Freestyle-Skiing

#### Skicross
| Athleten         | Wettbewerb | Qualifikation | Qualifikation | Vorlauf  | Vorlauf  | Halbfinale | Finale   |
| Athleten         | Wettbewerb | Zeit          | Rang          | Punkte   | Rang     | Position   | Position |
| ---------------- | ---------- | ------------- | ------------- | -------- | -------- | ---------- | -------- |
| Jungen           |            |               |               |          |          |            |          |
| Thomas Rivara    | Skicross   | 59,00 s       | 10            | Abgesagt | Abgesagt | Abgesagt   | Abgesagt |
| Mädchen          |            |               |               |          |          |            |          |
| Manuela Roncallo | Skicross   | 1:01,67 min   | 7             | Abgesagt | Abgesagt | Abgesagt   | Abgesagt |

### Ski Alpin
| Athleten           | Wettbewerb   | Durchgang 1 | Durchgang 2        | Gesamt             | Gesamt             |
| Athleten           | Wettbewerb   | Zeit        | Zeit               | Zeit               | Rang               |
| ------------------ | ------------ | ----------- | ------------------ | ------------------ | ------------------ |
| Jungen             |              |             |                    |                    |                    |
| Ramiro Fregonese   | Super-G      |             |                    | 1:08,48 min        | 25                 |
| Ramiro Fregonese   | Riesenslalom | 1:00,48 min | DNF                | nicht qualifiziert | nicht qualifiziert |
| Ramiro Fregonese   | Kombination  | 1:06,72 min | 38,89 s            | 1:45,61 min        | 16                 |
| Mädchen            |              |             |                    |                    |                    |
| Delfina Costantini | Super-G      |             |                    | 1:10,50 min        | 22                 |
| Delfina Costantini | Riesenslalom | 1:00,96 min | DNF                | nicht qualifiziert | nicht qualifiziert |
| Delfina Costantini | Slalom       | DNF         | nicht qualifiziert | nicht qualifiziert | nicht qualifiziert |
| Delfina Costantini | Kombination  | 1:09,26 min | 39,83 s            | 1:49,09 min        | 20                 |

### Skilanglauf
| Athleten     | Wettbewerb      | Qualifikation | Qualifikation | Viertelfinale      | Viertelfinale      | Halbfinale         | Halbfinale         | Finale             | Finale             |
| Athleten     | Wettbewerb      | Zeit          | Rang          | Zeit               | Rang               | Zeit               | Rang               | Zeit               | Rang               |
| ------------ | --------------- | ------------- | ------------- | ------------------ | ------------------ | ------------------ | ------------------ | ------------------ | ------------------ |
| Jungen       |                 |               |               |                    |                    |                    |                    |                    |                    |
| Alejo Hlopec | 10 km klassisch |               |               |                    |                    |                    |                    | 40:33,8 min        | 47                 |
| Alejo Hlopec | Sprint          | 2:09,30 min   | 47            | nicht qualifiziert | nicht qualifiziert | nicht qualifiziert | nicht qualifiziert | nicht qualifiziert | nicht qualifiziert |